# Chazaliella
Chazaliella là một chi thực vật có hoa trong họ Thiến thảo (Rubiaceae).

## Loài
Chi Chazaliella gồm các loài: